# Kit Symons
Kit Symons, né le 8 mars 1971 à Basingstoke (Angleterre), est un footballeur gallois, qui évoluait au poste de défenseur à Portsmouth, à Manchester City, à Fulham et à Crystal Palace ainsi qu'en équipe du pays de Galles.
Symons marque deux buts lors de ses trente-six sélections avec l'équipe du pays de Galles entre 1992 et 2001.

## Carrière
- 1988-1995 : Portsmouth
- 1995-1998 : Manchester City
- 1998-2001 : Fulham
- 2001-2005 : Crystal Palace  [1]

## Palmarès

### En équipe nationale
- 36 sélections et 2 buts avec l'équipe du pays de Galles entre 1992 et 2001.

### Avec Fulham
- Champion d'Angleterre de D2 en 2001.
- Champion d'Angleterre de D3 en 1999.